# Presidente de Malta
El Presidente de Malta (en maltés  President ta' Malta) es el jefe de estado de dicho país.
Fue creado el 13 de diciembre de 1974 cuando Malta fue declarada una república dentro de la Mancomunidad Británica de Naciones. El último gobernador general, Sir Anthony Mamo fue investido como presidente y reemplazó a la reina Isabel II como jefe de Estado. El presidente de Malta no ejerce el poder ejecutivo que está a cargo del primer ministro. Siguiendo el modelo británico, el presidente formalmente integra el Parlamento, pues las leyes deben contar con el acuerdo de la Cámara y del jefe de Estado; pero en la práctica no ejerce su atribución de oponerse a las leyes aprobadas parlamentariamente, al igual que la reina de Gran Bretaña. Sus funciones son básicamente protocolares y de representación del Estado.
La responsabilidad de elegir al presidente del país recae en el Parlamento unicameral, llamado Cámara de Representantes (en maltés Kamra tar-Rappreżentanti).
El cargo dura 5 años y se cobran 62.695 euros por año.

## Lista de Presidentes de Malta
| Espectro político                                    |
| ---------------------------------------------------- |
| Partido Laborista Partido Nacionalista Independiente |

| República de Malta (1974-actualidad) |  |                                               |                         |                         |                      |                            |
|                                      |  | Anthony Mamo (1909-2008)                      | 13 de diciembre de 1974 | 27 de diciembre de 1976 | Independiente        | Elección por el Parlamento |
|                                      |  | Anton Buttigieg (1912-1983)                   | 27 de diciembre de 1976 | 27 de diciembre de 1981 | Partido Laborista    | Elección por el Parlamento |
|                                      |  | Albert Hyzler (1916-1993) Presidente interino | 27 de diciembre de 1981 | 15 de febrero de 1982   | Partido Laborista    | Elección por el Parlamento |
|                                      |  | Agatha Barbara (1923-2002)                    | 15 de febrero de 1982   | 15 de febrero de 1987   | Partido Laborista    | Elección por el Parlamento |
|                                      |  | Paul Xuereb (1923-1994) Presidente interino   | 15 de febrero de 1987   | 4 de abril de 1989      | Partido Laborista    | Elección por el Parlamento |
|                                      |  | Ċensu Tabone (1913-2012)                      | 4 de abril de 1989      | 4 de abril de 1994      | Partido Nacionalista | Elección por el Parlamento |
|                                      |  | Ugo Mifsud Bonnici (1932-)                    | 4 de abril de 1994      | 4 de abril de 1999      | Partido Nacionalista | Elección por el Parlamento |
|                                      |  | Guido de Marco (1931-2010)                    | 4 de abril de 1999      | 4 de abril de 2004      | Partido Nacionalista | Elección por el Parlamento |
|                                      |  | Eddie Fenech Adami (1934-)                    | 4 de abril de 2004      | 4 de abril de 2009      | Partido Nacionalista | Elección por el Parlamento |
|                                      |  | George Abela (1948-)                          | 4 de abril de 2009      | 4 de abril de 2014      | Partido Laborista    | Elección por el Parlamento |
|                                      |  | Marie-Louise Coleiro Preca (1958-)            | 4 de abril de 2014      | 4 de abril de 2019      | Partido Laborista    | Elección por el Parlamento |
|                                      |  | George Vella (1942-)                          | 4 de abril de 2019      | 4 de abril de 2024      | Partido Laborista    | Elección por el Parlamento |
|                                      |  | Myriam Spiteri Debono (1952-)                 | 4 de abril de 2024      | Presente                | Partido Laborista    | Elección por el Parlamento |

- Datos: Q796593
- Multimedia: Presidents of Malta / Q796593